# Грейсон (Кентуккі)
Грейсон (англ. Grayson) — місто (англ. city) в США, в окрузі Картер штату Кентуккі. Населення — 3834 особи (2020).

## Географія
Грейсон розташований за координатами 38°19′51″ пн. ш. 82°55′43″ зх. д. / 38.33083° пн. ш. 82.92861° зх. д. (38.330867, -82.928499).  За даними Бюро перепису населення США в 2010 році місто мало площу 7,48 км², з яких 7,34 км² — суходіл та 0,15 км² — водойми.

## Демографія
Згідно з переписом 2010 року, у місті мешкало 4217 осіб у 1567 домогосподарствах у складі 956 родин. Густота населення становила 563 особи/км².  Було 1743 помешкання (233/км²).
Расовий склад населення:
| - 93,8 % — білих - 2,8 % — чорних або афроамериканців - 0,4 % — корінних американців - 0,4 % — азіатів - 0,1 % — вихідців з тихоокеанських островів - 1,4 % — осіб інших рас |

До двох чи більше рас належало 1,3 %. Частка іспаномовних становила 3,6 % від усіх жителів.
За віковим діапазоном населення розподілялося таким чином: 20,8 % — особи молодші 18 років, 62,9 % — особи у віці 18—64 років, 16,3 % — особи у віці 65 років та старші. Медіана віку мешканця становила 32,5 року. На 100 осіб жіночої статі у місті припадало 87,1 чоловіків;  на 100 жінок у віці від 18 років та старших — 85,4 чоловіків також старших 18 років.
Середній дохід на одне домашнє господарство  становив 39 865 доларів США (медіана — 34 357), а середній дохід на одну сім'ю — 50 057 доларів (медіана — 47 289). Медіана доходів становила 25 907 доларів для чоловіків та 23 250 доларів для жінок. За межею бідності перебувало 16,2 % осіб, у тому числі 25,9 % дітей у віці до 18 років та 18,4 % осіб у віці 65 років та старших.
Цивільне працевлаштоване населення становило 1916 осіб. Основні галузі зайнятості: освіта, охорона здоров'я та соціальна допомога — 27,9 %, роздрібна торгівля — 24,1 %, виробництво — 15,7 %, мистецтво, розваги та відпочинок — 10,2 %.